# Samarão
Samarão (Semarang) é uma cidade da ilha de Java, na Indonésia. É a capital da província de Java Central. Tem cerca de 1386 mil habitantes. A cidade foi fundada em 1547.

## Bibliografia

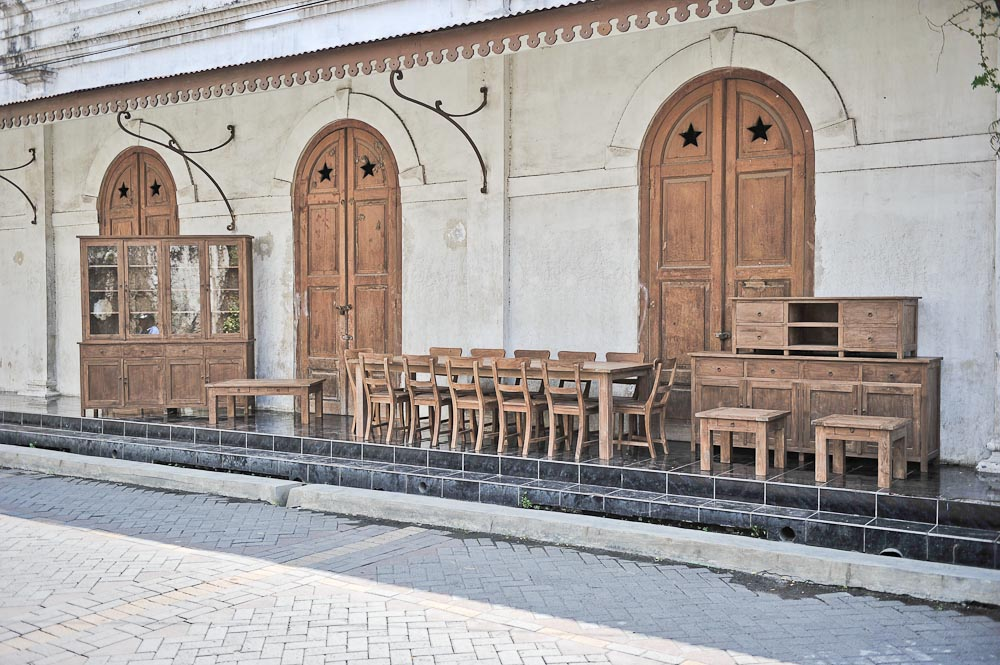